# Bessel van der Kolk

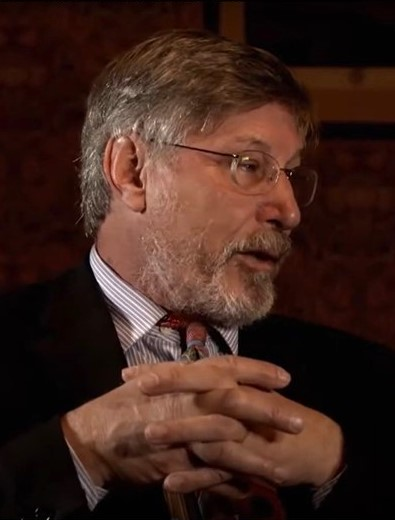
Bessel van der Kolk (2022)

Bessel van der Kolk (geb. 1943 in Den Haag) ist ein niederländischer Psychiater und Autor. Schwerpunkt seiner Arbeit ist die Traumatherapie und die Forschung zu posttraumatischen Belastungsstörungen. Van der Kolk war Professor für Psychiatrie an der Medizinischen Fakultät der Universität Boston in den USA. Einer weiten Öffentlichkeit wurde er insbesondere bekannt durch sein 2014 erschienenes Sachbuch The Body Keeps the Score.

## Leben und Wirken
Bessel van der Kolk wurde während des Zweiten Weltkriegs in den Niederlanden geboren. Sein Vater, leitender Angestellter bei Royal Dutch Shell, war während des Kriegs in einem Nazi-Arbeitslager inhaftiert.  Van Kolk beschreibt ihn als gläubigen Protestanten und Pazifisten, der jedoch zu Jähzorn neigte und dies auch an seinen Kindern ausließ. In seinem Buch The Body Keeps the Score, zitiert von Jeneen Interlandi, New York Times, erwähnt van der Kolk,  dass er als 3-jähriger Junge als Strafe für altersgemäße Vergehen in den Keller gesperrt wurde, und dabei Selbsthass empfunden hat, da er sich nicht wehren konnte.
Als Teenager entdeckte er für sich das Allein-Reisen. Ein Lieblingsziel war Frankreich. Auf seinen Reisen kam er in Berührung mit Mönchsgesängen. Dies faszinierte ihn so, dass er mehrere Ferien in einem Kloster verbrachte und für sich sogar in Erwägung zog, einem Orden beizutreten. Er entschloss sich schließlich dagegen  und ging stattdessen nach Hawaii um zu studieren.
1965 erwarb er einen Bachelor-Abschluss in Politikwissenschaften an der Universität Hawaii. Bis 1970 studierte er Medizin an der Universität Chicago. 1974 schloss er die Facharztausbildung zum Psychiater am Massachusetts Mental Health Center in Boston ab.
1982 gründete er das Trauma Centre in Brookline in Massachusetts. Von 1990 bis 1991 war er Präsident der International Society for Traumatic Stress Studies, von der er 1998 für sein Lebenswerk ausgezeichnet wurde. Im Jahr 1999 schloss sich eine Auszeichnung mit dem Benjamin Rush Award durch die American Psychiatric Association an.
Van der Kolk war an verschiedenen Universitäten Gastprofessor, darunter 2014 an der University of Virginia und 2019 an der Hebrew University in Jerusalem.

## Werk
Im Vorspann eines Interviews der Süddeutschen Zeitung mit van der Kolk im März 2023 ordnete ihn Redakteurin Barbara Vorsamer als einen der renommiertesten Traumatherapeuten der letzten Jahrzehnte ein. Sein Verdienst sei es gewesen, die Posttraumatische Belastungsstörung in einen weiteren Zusammenhang gestellt zu haben und erkannt zu haben, dass auch Betroffene von sexuellem Missbrauch in der Kindheit unter einer PTBS leiden können.
Neben seinen Büchern hat van der Kolk zahlreiche Fachbeiträge in peer-reviewten Journalen verfasst. Laut Scopus hat er bei 130 Publikationen einen h-Index von 60.

### FachartikelThe Body Keeps the Score
In dem Fachartikel The Body Keeps the Score: Memory and the Evolving Psychobiology of Posttraumatic Stress aus dem Jahr 1994 befasst sich van der Kolk mit dem Thema unterdrückter Erinnerungen an traumatische Erlebnisse.
Der Harvard-Professor Richard McNally kritisierte an der veröffentlichten Theorie die fehlende Evidenz zur „zeitlosen“ und „unveränderlichen“ Speicherung von Erinnerungen im impliziten Gedächtnis. Ebenso dass Körperempfindungen zwar nicht mit Gewissheit als solche Erinnerungen erkannt oder gar „erzählbar übersetzt“ werden könnten, Therapeuten dabei jedoch helfen könnten. Auch werde die Behauptung, Stresshormone beeinflussten das Erinnern traumatischer Erfahrungen negativ, nicht durch neurowissenschaftliche Forschung gestützt.

### BuchThe Body Keeps the Score
Van der Kolks Buch The Body Keeps the Score aus dem Jahr 2014 wurde in zahlreiche andere Sprachen übersetzt, u. a. 2015 ins Deutsche unter dem Titel Verkörperter Schrecken.
Jürgen Beusheusen rezensierte das Buch in der Zeitschrift motorik. Für Beusheusen blickt van der Kolk in diesem Buch noch mal auf seine Tätigkeit als Forscher und Therapeut zurück, so dass es zum einen ein Grundlagenwerk ist, aber auch in die Nähe einer Autobiographie als Forscher und Therapeut gerückt werden kann. Es stellt grundlegendes Wissen zu Entstehung und Folgen von Traumatisierungen sowie zur Therapie Betroffener bereit. Neben wesentlichen theoretischen Erläuterungen begleiten zahlreiche Fallbeispiele die Ausführungen. Das Buch ist in 5 Teile gegliedert. Der erste und zweite Abschnitt befasst sich weitgehend mit neuronalen Prozessen. Im dritten Teil geht van der Kolk auf die prägende Wirkung etwa von Bindung und Einstimmung in der frühen Kindheit ein. Er beendet diesen Teil mit Kommentaren zu dem entwicklungsbezogenen Trauma als einer verborgenen Epidemie. Der 4. Teil widmet sich der Offenlegung von Geheimnissen. Im 5. Abschnitt präsentiert der Autor therapeutische Methoden, die im Wesentlichen auf seiner eigenen Erfahrung beruhen. Kernaussage hier ist, dass eine Heilung möglich ist, wenn der Klient sich Körper und Geist wieder zu Eigen macht. Als hilfreiche Mittel werden hier u. a. Yoga, Self-Leadership, Gemeinschaftsrhytmen und Theaterspielen vorgestellt. Insgesamt sieht Beusheusen in dem Buch ein Plädoyer für mehr körperbezogene Traumatherapie.
Für Beusheusen vermittelt dies Buch Betroffenen Hoffnung und Klarheit. Für Beschäftigte im psychosozialen/therapeutische Bereich empfiehlt er es als lesenswerte Grundlagenlektüre.
Zoe Williams von The Guardian ordnet das Buch nicht als Lehrbuch ein, jedoch als fesselnd geschriebene, vielschichtige und engagierte Beleuchtung des Themas Trauma und posttraumatischer Belastungsstörung. Keinesfalls nimmt es Leser in den Fokus, die im Sinne von Pop-Psychologie mit Hilfe von Yoga ein besseres Leben führen möchten.

## Werke (Auswahl)
- Post-traumatic Stress Disorder: Psychological and Biological Sequelae. American Psychiatric, Washington DC 1984.
- Psychological Trauma. American Psychiatric, Washington DC 1987.
- Zusammen mit Alexander C. McFarlane, Lars Weisæth (Herausgeber): Traumatic Stress: the effects of overwhelming experience on mind, body and society.Guilford Press, New York 1996.
- The Body Keeps the Score: Brain, Mind, and Body in the Healing of Trauma. Viking Press, New York 2014, ISBN 978-0-670-78593-3.
  - Verkörperter Schrecken: Traumaspuren in Gehirn, Geist und Körper und wie man sie heilen kann. Aus dem amerikanischen Englisch übersetzt von Theo Kierberg und Hildegard Höhr. G.P. Probst Verlag, Lichtenau/Westf. 2015, ISBN 978-3-944476-13-1.